# Lago de Van
El lago de Van (en turco: Van Gölü; en armenio: Վանա լիճ) es el mayor lago de Turquía y se encuentra en el extremo oriental del país. Es un lago salino de origen volcánico, sin salida para sus aguas, que recibe su caudal de numerosos ríos y arroyos que descienden de las montañas circundantes. Mide 120 km de longitud y 80 km de ancho, cubre un área de 3.755 km²  y se halla a 1.640 metros sobre el nivel del mar. En su orilla oriental se encuentra la ciudad de Van, capital de la provincia turca homónima de Van.
El lago se formó en algún momento durante el Pleistoceno, cuando coladas de lava procedentes del volcán Nemrut bloquearon la salida oeste a la planicie Mus. Actualmente dormido, el volcán está junto a la orilla occidental del lago, y otro volcán inactivo domina la zona septentrional.
Las aguas del lago son ricas en carbonato de sodio y otras sales extraídas por evaporación que se usan como detergentes. El lago es levemente salino y permanece libre de hielo durante el invierno.
El lago está rodeado de regiones agrícolas con árboles frutales y campos de cereales.

## Nombres del lago y etimología
En el período preurartiano, los asirios llamaban al lago de Van “el mar del país de Nairi” (tâmtu ša mât Nairi), y es probable que la palabra “Nairi” en lengua asiria significara “hurritas”. El nombre urartiano del lago de Van no se conoce exactamente, pero, según referencias separadas de geógrafos griegos antiguos, se supone que los urartianos lo llamaban "Arsene" (en griego antiguo Αρσηνή , Strabo XI, cap. XIV, 3). Además, muchos autores antiguos utilizaron el nombre "Tospitis" o "Topitis" (en griego antiguo Θωπι̂τιν, en latín  Thospites), que se remonta al nombre de la capital de Urartian, la ciudad de Tushpa. La misma raíz fue preservada por los historiadores medievales armenios en la forma "Tosp" (en armenio Տոսպ) o "Tosb" (en armenio Տոսբ , Movses Khorenatsi III, 35; Favst Buzand IV, 55, 58 y V, 37), quienes también usaban los nombres "Mar de Byznuni" y "Mar de Rshtuni", en referencia al nombre de las familias gobernantes en el área del lago: Bznuni y Rshtuni.
El nombre moderno "Van" se remonta probablemente a la palabra urartiana Biaini (li), que significaba el propio país de Urartu o su parte central. El nombre moderno del lago se basa en el del pueblo de Van, y viene del armenio "van" - "pueblo, residencia, lugar habitado"; también se menciona el nombre de la tribu Van, pero al parecer es secundario; "viviendo en el lago Van" o antes "habitantes del pueblo de Van". En la antigüedad, existían asimismo los nombres Arjish, Tirrikh, Khilat, etc.

## Hidrología

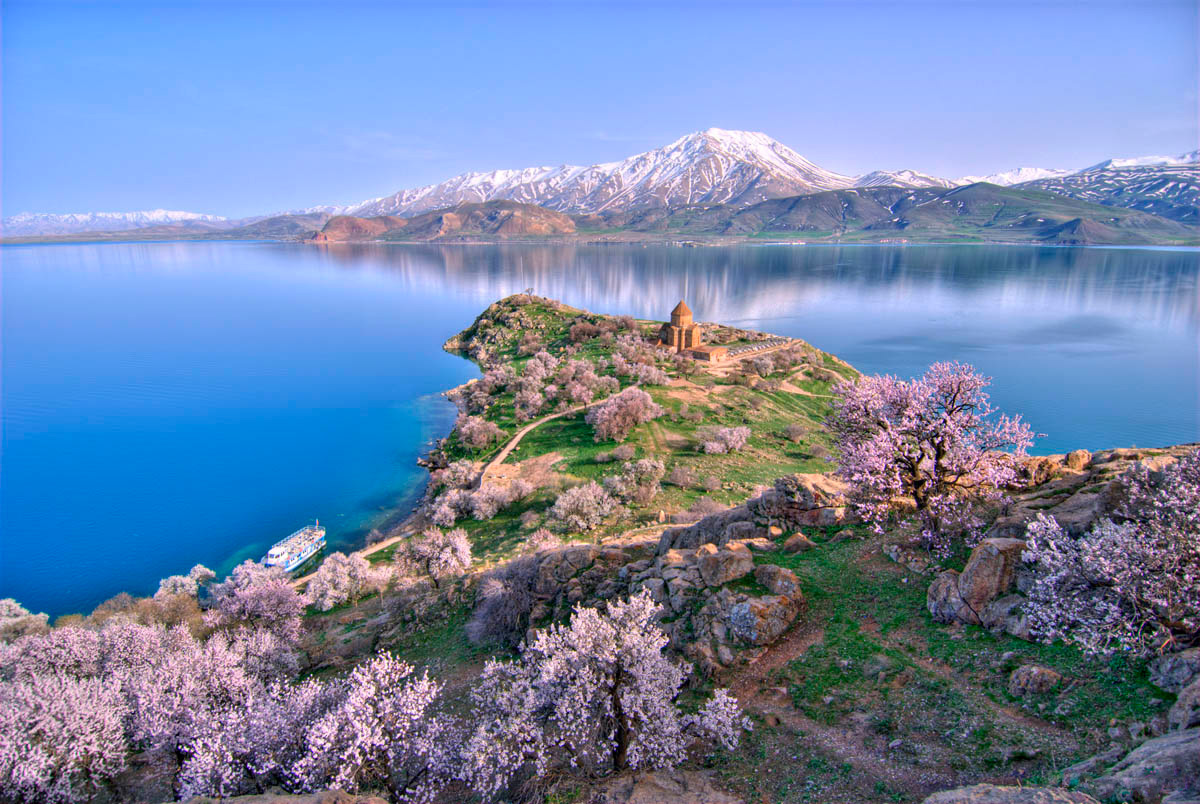
La isla Akdamar y la Catedral armenia de la Santa Cruz y un complejo de iglesias y monasterios del siglo X. El volcán extinto Süphan se puede ver al fondo.

El lago de Van tiene 119 km de anchura en su parte más ancha, mientras que su profundidad promedio es de 171 m. La profundidad máxima medida es de 451 m.  La superficie del lago se encuentra a 1640 m sobre el nivel del mar y la longitud de la orilla es de 430 km. El volumen estimado del lago es de 607 km³ .
La parte occidental del lago es la más profunda, con una gran piscina que a veces tiene más de 400 m de profundidad, y se encuentra al noreste de Tatvan y al sur de Ahlat. Los afluentes orientales del lago son relativamente poco profundos. El fondo del lago de Ahtamar se eleva gradualmente hasta una profundidad máxima de 250 m en el lado noroeste del lago, donde se fusiona con el resto del lago. El brazo Erciş es mucho menos profundo, en su mayoría hasta 50 m, con una profundidad máxima de 150 m.
El agua del lago es muy básica (alcalina) con un valor de pH de 9,7 - 9,8. Es rica en carbonato de sodio y otras sales, que se separan industrialmente por evaporación y se utilizan para producir detergentes.

### Ríos de su cuenca y nivel del agua
Actualmente, el lago es alimentado por cuatro pequeños ríos: Bendimakhi y Zeylan-Deresi desde el norte, Karashu y Michinger desde el este, así como el deshielo primaveral de las montañas cercanas. El más grande de estos cuatro ríos, Zeylan-Deresi (Zeylan), nace en las montañas Aladaghlar. Se ha formado un embalse en el río Karashu.
Además, el lago de Van experimenta grandes fluctuaciones, posiblemente cíclicas, poco estudiadas en el nivel del agua, por ejemplo, en los años noventa del siglo XX, el nivel del agua en el lago aumentó repentinamente en 2,6 metros, inundando grandes áreas de tierras agrícolas. En el año 2000, las aguas del lago retrocedieron levemente. Incluso los primeros investigadores del lago llamaron la atención sobre las terrazas a lo largo de las orillas, lo que testificó que antes el nivel del agua en el lago era 55 metros más alto que en la actualidad. Estudios posteriores confirmaron que a mediados de la última glaciación, hace unos 18.000 años, el nivel del lago de Van era 72 metros más alto que el actual. En 1990, una expedición de investigadores internacionales trabajó en el lago de Van, realizó perforaciones en aguas profundas y tomó muestras de depósitos minerales del fondo del lago. Uno de los resultados inesperados de la perforación fue el hecho de que el lago de Van casi se secó, rompiéndose en charcos de sal hace unos 17.000 años, y luego se llenó de nuevo. La mayoría de los investigadores atribuyen este evento al cambio climático, aunque las causas exactas de este fenómeno, la posibilidad de que se repita el secado del lago y la relación del cambio climático en el área del lago de Van con las regiones vecinas siguen siendo un tema de debate. Los investigadores también notan la posible similitud de los fenómenos que ocurrieron con el lago de Van hace 15-18.000 años y los fenómenos que están ocurriendo actualmente con el Mar Muerto.

## Geología
El brazo del lago se bloqueó en algún momento durante el Pleistoceno, cuando el flujo de lava del volcán Nemrut en el oeste bloqueó la salida de agua hacia el oeste de la llanura de Muş. Hoy, el volcán extinto Nemrut Dağı se encuentra cerca de la orilla occidental del lago, mientras que el otro estratovolcán extinto Süphan Dağı domina la orilla norte del lago. Históricamente, el nivel del agua en el lago ha cambiado drásticamente a menudo: cerca de Tatvan, Oswald en 1901 notó una playa elevada muy por encima del nivel del agua existente en el lago, así como árboles sumergidos recientemente. Estudios realizados por Degens et al. a principios de la década de 1980 mostraron que el nivel de agua más alto en el lago, 72 m por encima del de hoy, fue durante la última edad de hielo hace unos 18.000 años. Hace aproximadamente 9.500 años, hubo una fuerte caída en el nivel del agua de unos 300 m por debajo del actual. Después de eso, hubo otro aumento igualmente pronunciado en los niveles del agua hace unos 6.500 años.
Cambios similares pero mucho más pequeños se han observado recientemente. El nivel del agua en el lago aumentó al menos tres metros durante la década de 1990, lo que inundó una gran área de tierras agrícolas y, después de un breve período de estabilidad y un ligero retorno al nivel anterior, volvió a crecer. El nivel del agua ha subido unos dos metros en los últimos 10 años hasta 2004.
Como un lago profundo que no fluye de forma natural, se depositó una gran cantidad de sedimentos en el fondo del lago de Van, que trajo afluentes de las montañas circundantes, y con frecuencia se depositaron cenizas de las erupciones de los volcanes circundantes. Se estima que la capa de sedimentos tiene en algunos lugares un espesor de unos 400 m y atrae a muchos climatólogos y vulcanólogos, donde perforan y exploran sedimentos.

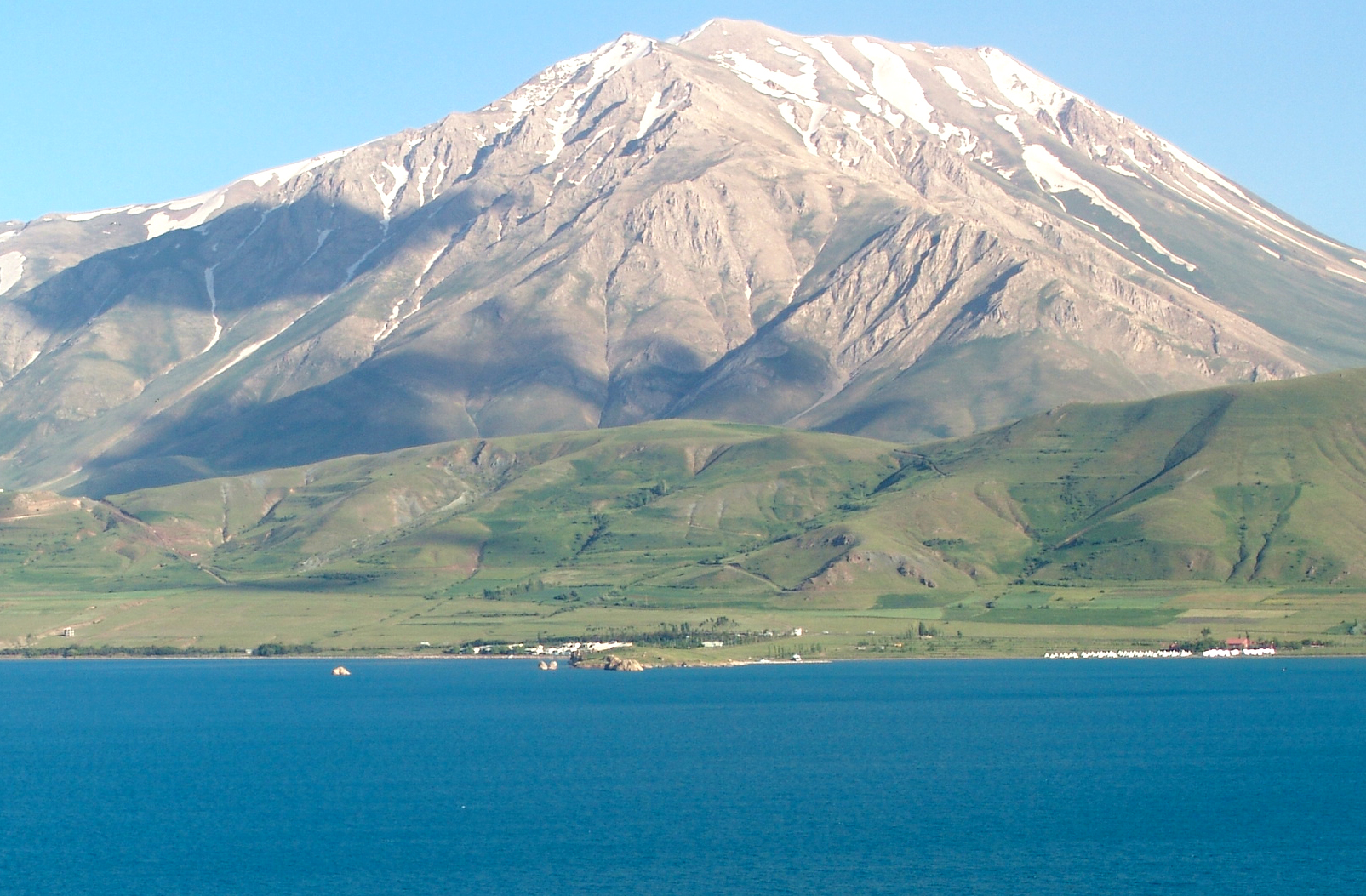
Volcán extinto Monte Çadır, visto desde la isla de Akdamar.

Durante 1989 y 1990, un equipo internacional de geólogos dirigido por el Dr. Stephan Kempe de la Universidad de Hamburgo tomó diez muestras del núcleo de la capa sedimentaria desde una profundidad de unos 446 m. Aunque estas muestras se tomaron solo de los primeros metros de sedimento, proporcionaron suficientes varvi (capas anuales de depósitos) para poder estimar el clima en los 14.570 años anteriores.
Un equipo de científicos dirigido por el paleontólogo profesor Thomas Litt de la Universidad de Bonn ha iniciado un proyecto para perforar sedimentos del lago, esperando datos sobre la historia del clima en los últimos 800.000 años. El proyecto será financiado por el Programa Internacional de Perforación Científica Continental (ICDP). Los simulacros de prueba realizados en 2004 proporcionaron evidencias de 15 erupciones volcánicas en los últimos 20.000 años.

## Clima
El lago de Van se encuentra en la zona oriental de Anatolia, que es una de las regiones más grandes y altas de Turquía y donde prevalece el duro clima continental. La temperatura media en julio está entre 22 y 25 °C y en enero entre −3 °C y −12 °C. A veces, las temperaturas nocturnas descienden en invierno hasta los −30 °C. El propio lago alivia un poco la dureza del clima, de modo que en la localidad de Van, a orillas del lago, la temperatura media en julio es de 22,5 °C y en enero de −3,5 °C. La precipitación media anual en la cuenca del lago de Van oscila entre 400 y 700 mm.

## Menciones en la historia y estudios
El lago de Van ha sido mencionado en obras históricas y geográficas desde la antigüedad. En la antigüedad, el geógrafo Estrabón describió el lago de Van de la siguiente manera:
También hay grandes lagos en Armenia. … está Arsenio, también llamado Tospitas. Contiene soda, limpia y restaura la ropa. Sin embargo, debido a esta mezcla de soda, el agua del lago no es apta para beber.
Además, Estrabón, refiriéndose a los datos de Eratóstenes, argumentó que el río Tigris fluye por el medio del lago de Van (y en esta parte el lago es dulce), luego de lo cual desaparece y reaparece en otros lugares.

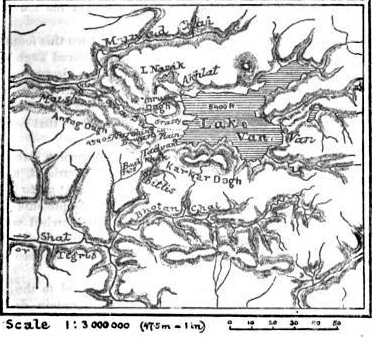
Mapa del de los alrededores del lago de Van, compilado por un viajero inglés.

El principal problema geográfico de este período fue la búsqueda del flujo de agua del lago de Van y su conexión con las cuencas de los ríos Tigris y Éufrates. La presencia de tal conexión se asumió sobre la base del mapa de altura de la región y los rumores que circulaban en ese momento entre la población kurda local sobre la conexión de las cuencas de estos ríos a través del lago de Van. Algunas publicaciones de referencia de la época, incluida la novena edición de la Enciclopedia Británica 1875-1889, basándose en estos datos, escribieron que "los nativos hablan de canales subterráneos a través de los cuales las aguas del lago se conectan con las fuentes del río Tigris", y que el "lago Nazik , situado en la cuenca, debido a un fenómeno raro, envía sus aguas tanto al lago de Van como al Éufrates”. Uno de los investigadores sugirió, en las páginas de una revista geográfica autorizada de la época, que había descubierto otra conexión subterránea entre el Éufrates y el lago de Van a través de un agujero en las rocas del volcán Nemrut. Estas relaciones se mantuvieron al nivel de suposiciones y rumores, siendo excluidos a partir de la siguiente edición revisada de la Britannica 1910-1911. Al mismo tiempo, durante este período se hizo una suposición, confirmada más tarde, de que la estructura inusual de las cuencas hidrográficas en la región y la misma formación del lago de Van estaban asociadas con una gran erupción del volcán Nemrut.
Nunca se hizo un análisis sistemático de las profundidades del lago durante este período, y tampoco se estudió la composición del agua del lago. En el siglo XX, hasta la década de los ochenta, no se realizaron trabajos de investigación sobre el lago, lo que se debió principalmente a la inestabilidad política de la región. La situación actual condujo a que muchas obras geográficas y libros de referencia del siglo XX (incluida la Gran Enciclopedia Soviética de última edición) cometieran graves errores al estimar las profundidades media y máxima del lago y, en consecuencia, los valores brutos errores en la estimación de su volumen. Por ejemplo, la profundidad promedio del lago se indicó en el rango de 6 a 40 metros, que es significativamente menor que la cifra correcta posterior de 161,2 metros.